# Молодцов, Константин Николаевич
Константин Николаевич Молодцов (род. 11 ноября 1973, Оленегорск) — советский и российский хоккеист, нападающий. Мастер спорта России. Тренер.

## Биография
Воспитанник оленегорского «Горняка», за который начал выступать в первенстве СССР в сезоне 1990/91. В сезоне 1995/96 перешёл в воронежский «Буран», через год оказался в петербургском СКА. Сезон 1999/2000 начал в «Спартаке» СПб, закончил в СКА. В сезоне 2000/01 играл в ЦСКА и ХК ЦСКА, затем снова выступал за «Спартак». Завершил карьеру в сезоне 2004/05 в составе ижевской «Ижстали».
Юношеский и детский тренер в различных петербургских клубах.